# 伊藤ゆきえ
伊藤 ゆきえ（いとう ゆきえ、1966年8月31日 - ）は、日本の女優、声優。東京都出身。

## 人物
身長159cm。体重50kg。
趣味・特技はPADI ADVANCED SUCUBA ライセンス取得、茶道、日本舞踊、ベリーダンス、乗馬。

## 出演作品

### テレビドラマ
- 猪熊夫婦の駐在日誌
- いのちの誘拐
- 転がしお銀
- 最後の結婚詐欺
- 死刑囚からの恋うた
- 遠くまでいくんだ
- ヒトに言えない職業の男
- 冬の来る前に
- 密室の抜け穴
- 茂七の事件簿 ふしぎ草紙

### テレビ
- 大人の読書
- 奇跡の生還者たち
- ザ・ジャッジEX
- Dのゲキジョー 〜運命のジャッジ〜（山村美紗）
- 読書な時間
- ピンポン!
- ベストタイム

### 映画
- こぼれる月
- 新宿黒社会 チャイナマフィア戦争
- 母のいる場所
- 老親
- わたしが好き

### テレビアニメ
- 名探偵コナン（2001年、高野ゆかり）

### 吹き替え
- 青い自転車
- GOGO!ジェット
- Dr.Tと女たち

### ラジオドラマ
- クリスマス物語（シンシア）
- ザ・ワンダーボーイ
- 誰のために笑いたいのか
- 夕凪の街 桜の国

### VP
- アメリカンファミリー
- 昭和図書
- たかの友梨ビューティークリニック

### 舞台
- アチャラカブキ
- 鬼火
- キリエ
- 黒い花びら
- 城
- 新雨月物語
- 女狐